# Syndrome de Kaposi-Juliusberg

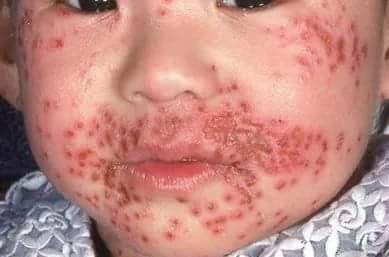

Le syndrome de Kaposi-Juliusberg est une maladie due à la contamination par le virus de l'herpès d'un nourrisson atteint d'un eczéma étendu. Il se caractérise par des pustules souvent hémorragiques s'étendant rapidement du visage à l'ensemble du corps sur les lésions d’eczéma préexistantes. Cette éruption s'accompagne de sensations douloureuses ressemblant à des brûlures. L'état général de l'enfant est altéré, la fièvre, élevée ; il peut y avoir des troubles neurologiques tels que des convulsions et des troubles de la conscience.

## Traitement et prévention
Le traitement est urgent et nécessite l'hospitalisation de l'enfant : médicaments antiviraux (aciclovir), antibiotiques administrés par voie intraveineuse, et surveillance de l'état général. La guérison est rapide. Les pustules laissent de petites cicatrices pigmentées qui disparaissent au bout de quelques mois. La prévention consiste essentiellement à empêcher toute personne atteinte d'un herpès buccal (bouton de fièvre) d'avoir des contacts avec des nourrissons souffrant d'eczéma.